# Wars of the Roses
Wars of the Roses – ósmy album studyjny norweskiej grupy muzycznej Ulver. Wydawnictwo ukazało się 25 kwietnia 2011 roku w Wielkiej Brytanii nakładem Jester Records i Kscope Music. W Stanach Zjednoczonych album został wydany 3 maja 2011 roku. 
Nagrania zostały zarejestrowane w Crystal Canyon Studios w Oslo w Norwegii oraz Orgone Studios w Londynie w Anglii. Miksowanie odbyło się w Empire Recording Rooms w Oslo oraz Johnstone House w Londynie. Mastering odbył się w Livingroom Studios w Oslo.
Nagrania dotarły do 17. miejsca norweskiej list sprzedaży VG-Lista. Z kolei w Finlandii płyta uplasowała się na 30. miejscu tamtejszej list przebojów.

## Lista utworów
Opracowano na podstawie materiału źródłowego.
1. "February MMX" - 4:11
2. "Norwegian Gothic" - 3:37
3. "Providence" - 8:10
4. "September IV" - 4:39
5. "England" - 4:09
6. "Island" - 5:47
7. "Stone Angels" - 14:56

## Twórcy
Opracowano na podstawie materiału źródłowego.
- Kristoffer Rygg - wokal prowadzący, programowanie
- Tore Ylwizaker - instrumenty klawiszowe, programowanie
- Jørn H. Sværen - teksty
- Daniel O'Sullivan - gitara, gitara basowa, instrumenty klawiszowe, narracja, miksowanie
- John Fryer - współprodukcja muzyczna, miksowanie
- Tomas Pettersen - perkusja
- Ole Aleksander Halstensgård - elektronika
- Trond Mjøen - gitara (utwory 1, 4), gitara basowa (utwory 3, 4), gitara akustyczna, gitara hawajska (utwór 6)
- Steve Noble - perkusja, instrumenty perkusyjne (utwory 2, 7)
- Daniel Quill - skrzypce (utwory 2, 3, 5)
- Alex Ward - klarnet (utwory 2, 3)
- Stian Westerhus - gitara (utwory 2, 3, 6, 7)
- Attila Csihar - wokal (utwór 3)
- Siri Stranger - wokal (utwór 3)
- Emil Huemer - gitara (utwór 4)
- Anders Møller - instrumenty perkusyjne (utwór 6)
- Stephen Thrower - klarnet (utwór 7)
- Keith Waldrop - teksty (utwór 6, 7)
- Trine Paulsen - oprawa graficzna
- Kim Sølve - oprawa graficzna

## Wydania
| Rok  | Nr katalogowy        | Format              | Wydawca                | Region | Źródło |
| ---- | -------------------- | ------------------- | ---------------------- | ------ | ------ |
| 2011 | KSCOPE169, TRICK047  | CD, Album, Ltd, Dig | Kscope, Jester Records | Europa | [ 7 ]  |
| 2011 | KSCOPE170, TRICK047  | CD, Album           | Kscope, Jester Records | Europa | [ 7 ]  |
| 2011 | KSCOPE169P, TRICK047 | CD, Album, Promo    | Kscope, Jester Records | Europa | [ 7 ]  |
| 2011 | TRICK047, KSCOPE819  | LP, Album           | Kscope, Jester Records | Europa | [ 7 ]  |